# Eddy County, North Dakota
Eddy County är ett administrativt område i delstaten North Dakota, USA, med 2 385 invånare. Den administrativa huvudorten (county seat) är New Rockford. 

## Geografi
Enligt United States Census Bureau så har countyt en total area på 1 669 km². 1 632 km² av den arean är land och 37 km² är vatten. 

### Angränsande countyn
- Benson County – nord
- Nelson County – nordöst
- Griggs County – sydöst
- Foster County – syd
- Wells County – väst